# Cumbres de Enmedio
Cumbres de Enmedio er en by og kommune i det sydvestlige Spanien i provinsen Huelva. Den har et indbyggertal på 61 (2024) indbyggere.